# Killzone
Killzone est une série de jeux vidéo développée par le studio néerlandais Guerrilla Games. Les jeux sont sortis sur plusieurs consoles PlayStation.

## Univers
La franchise prend place dans un futur lointain de colonisation spatiale. La Terre, sous l'égide de l'UCN (United Colonial Nations), a établi des colonies, dont l'une d'entre elles, Vecta, s'est rebellée. Après avoir été vaincus, les colons de Vecta se sont exilé sur l'inhospitalière planète Helgan, où ils ont fondé ce qui devint l'Empire Helghaste, qui tomba sous la coupe d'un leader charismatique, l'Autarque Scolar Visari, bien déterminé a conquérir la galaxie. De son côté, la Terre mit en place l'ISA (Interplanetary Strategic Alliance), une coopération militaire entre colonies humaines qui leur permet d'assurer leur défense sans dépendre trop de la Terre. La série suit la guerre qui commence en 2357 entre Helgan et Vecta, commençant par l'invasion Helgane de Vecta, suivi de la contre invasion Vectane de Helgan, et se terminant par le Terracide, avant de suivre la Guerre Froide Vectane.

## Jeux
| 2004 | Killzone (PS2)               |
| 2006 | Killzone: Liberation (PSP)   |
| 2009 | Killzone 2 (PS3)             |
| 2011 | Killzone 3 (PS3)             |
| 2013 | Killzone Mercenary (PS Vita) |
| 2013 | Killzone: Shadow Fall (PS4)  |

## Compilation
- 2012 - La compilation Killzone Trilogy qui comprend les trois titres numérotés sur PlayStation 3.

## Ventes
Selon le site VG Chartz qui fournit des estimations de ventes de jeu vidéo, la série s'est écoulée à plus de 10 millions d'exemplaires.